# Pitigliano
Pitigliano é uma comuna italiana da região da Toscana, província de Grosseto, com cerca de 4 167 (Cens. 2001) habitantes. Estende-se por uma área de 102,89 km², tendo uma densidade populacional de 40,50 hab/km². Faz fronteira com Farnese (VT), Ischia di Castro (VT), Latera (VT), Manciano, Sorano, Valentano (VT).
Pertence à rede das Aldeias mais bonitas de Itália.

## Demografia
| Variação demográfica do município entre 1861 e 2011                               |
|                                                                                   |
| Fonte: Istituto Nazionale di Statistica (ISTAT) - Elaboração gráfica da Wikipedia |